# Río San Andrés
El río San Andrés también conocido como quebrada del Difunto, es un curso natural de agua que nace en la cordillera de los Andes, fluye en la Región de Coquimbo y desemboca en el río Incaguaz, en la cuenca del río Elqui.

## Trayecto
El río nace en el extremo sureste de la cuenca del río Elqui, drena las aguas provenientes directamente de la ladera occidental de la divisoria de aguas del río Cochiguaz y desemboca en el río Incaguaz.

## Historia
Luis Risopatrón lo describe en su Diccionario jeográfico de Chile (1924) como quebrada del Difunto:: 234 
Difunto (Quebrada del). De corta estensión, corre hacia el NE i desemboca en la márjen W del curso inferior de la de Ingaguas, a poca distancia de su desembocadura en la del rio Turbio. 118, p. 171; 134; i 15.6; i estero San Andrés en 129.